# Jan Zaciura

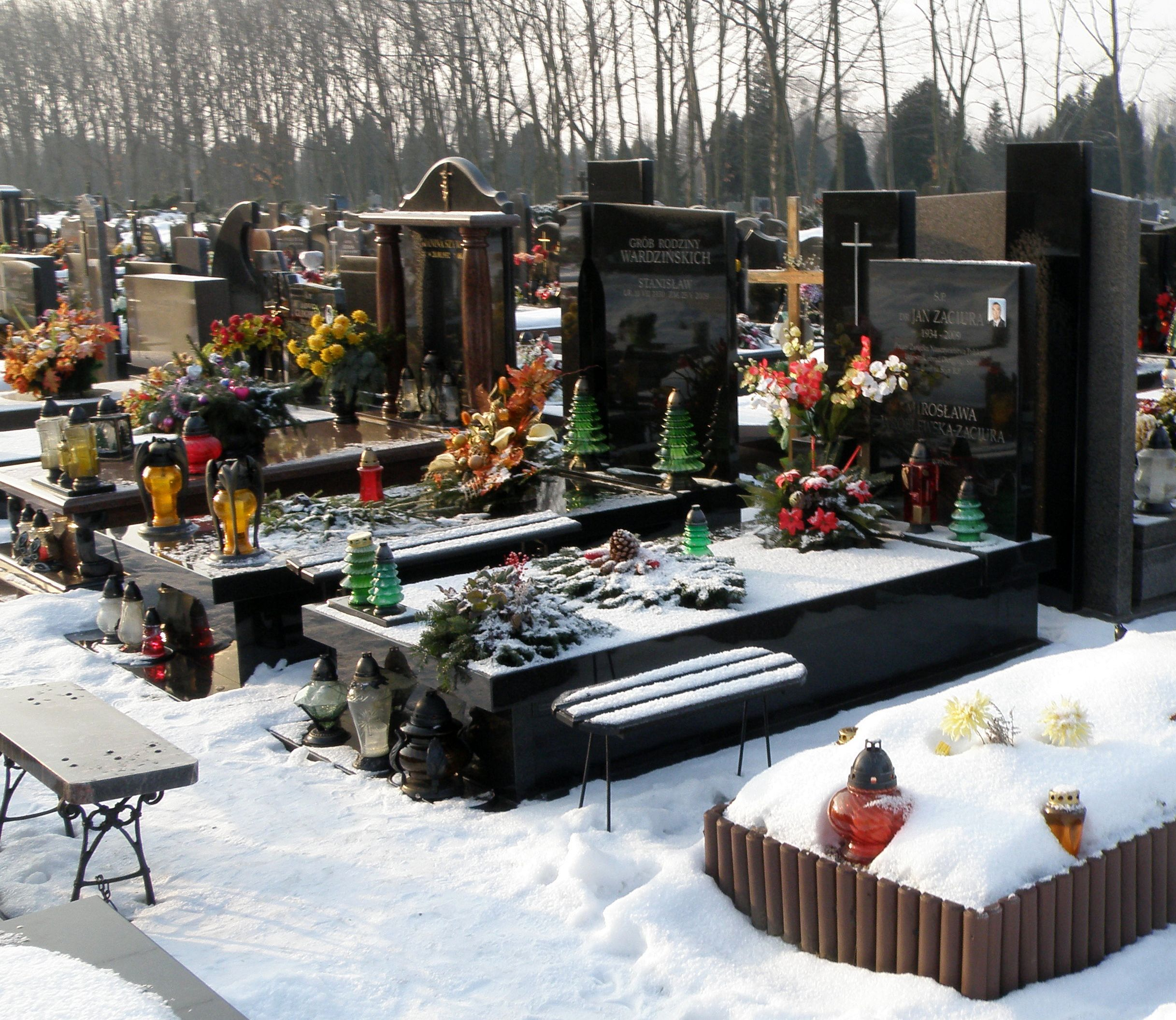
Grób Jana Zaciury na cmentarzu komunalnym na Wólce

Jan Zaciura (ur. 1 stycznia 1934 w Michałkach, zm. 28 maja 2009 w Bielawie) – polski polityk, związkowiec, działacz PZPR, poseł na Sejm II i III kadencji.

## Życiorys
Syn Grzegorza i Marianny. Ukończył w 1959 studia na Wydziale Historycznym Uniwersytetu Warszawskiego, w 1976 uzyskał stopień doktora nauk humanistycznych. Od 1961 do rozwiązania należał do Polskiej Zjednoczonej Partii Robotniczej. W latach 1958–1981 pracował jako nauczyciel, inspektor oświaty i kierownik zakładu. Następnie do 1990 pełnił funkcję wiceprezesa Związku Nauczycielstwa Polskiego. Brał udział w obradach Okrągłego Stołu po stronie rządowej.
Od 1990 do 1998 kierował ZNP, zgłaszając akces związku do Sojuszu Lewicy Demokratycznej. Z list SLD w latach 1993–2001 sprawował mandat posła na Sejm II i III kadencji. Nie ubiegał się o reelekcję. Potem przeszedł na emeryturę.
Pochowany został na cmentarzu komunalnym północnym w Warszawie w kwaterze B.